# Pulsationshypothese
Die Pulsationshypothese ist eine Modellvorstellung der Erdentwicklung, die eine zyklische Zu- und Abnahme des  Erdradius annimmt. Sie ging um die Jahrhundertwende aus dem Gegensatz zwischen Schrumpfungs- und Expansionstheorien hervor und wurde unter anderem von den Geologen John Joly und Arthur Holmes vertreten.
Während die älteren Kontraktionstheorien vor allem das Ziel hatten, die Gebirgsbildung durch Faltenbildung der schrumpfenden Erdkruste zu deuten, stellten sich andere Wissenschaftler (u. a. Mantovani und später Pascual Jordan) das Gegenteil vor, beispielsweise permanente oder wechselnde Expansion durch Wärmeausdehnung bzw. durch Änderungen der Gravitationskonstante. Um auch Phänomene wie Risse in der Lithosphäre erklären zu können, postulierte Holmes um 1930 – als Alfred Wegeners Kontinentalverschiebung zunehmend akzeptiert wurde – eine quasiperiodische Ausdehnung und Schrumpfung des Erdkörpers, bei welcher der Erdumfang langfristig fast unverändert bliebe. Ein pulsierender Mechanismus von Wärmeströmen im Erdinnern sollte nach dieser Hypothese auch genügend Kraft erzeugen, um eine Bewegung der Kontinentalplatten auf dem Untergrund des Erdmantels hervorzurufen.
Ab etwa 1960 mündeten alle diese Vorstellungen in die Theorie der Plattentektonik, wenngleich die Frage nach den verursachenden Kräften noch offenbleibt.
Sedimentologie
Pulsationstheorien wurden auch in der Sedimentologie für Phänomene entwickelt, wo mehr oder weniger regelmäßige Wiederholungen bestimmter Gesteinsfolgen auftreten. Sie wurden erstmals vom Geologen W. Klüpfel 1917 analysiert. In variszischen Vortiefen werden sie als Kleinzyklen oder Zyklotheme bezeichnet, während der Terminus Pulsation eher für mittlere und Großzyklen verwendet wird (Zyklentheorie).